# Sportovní podprsenka

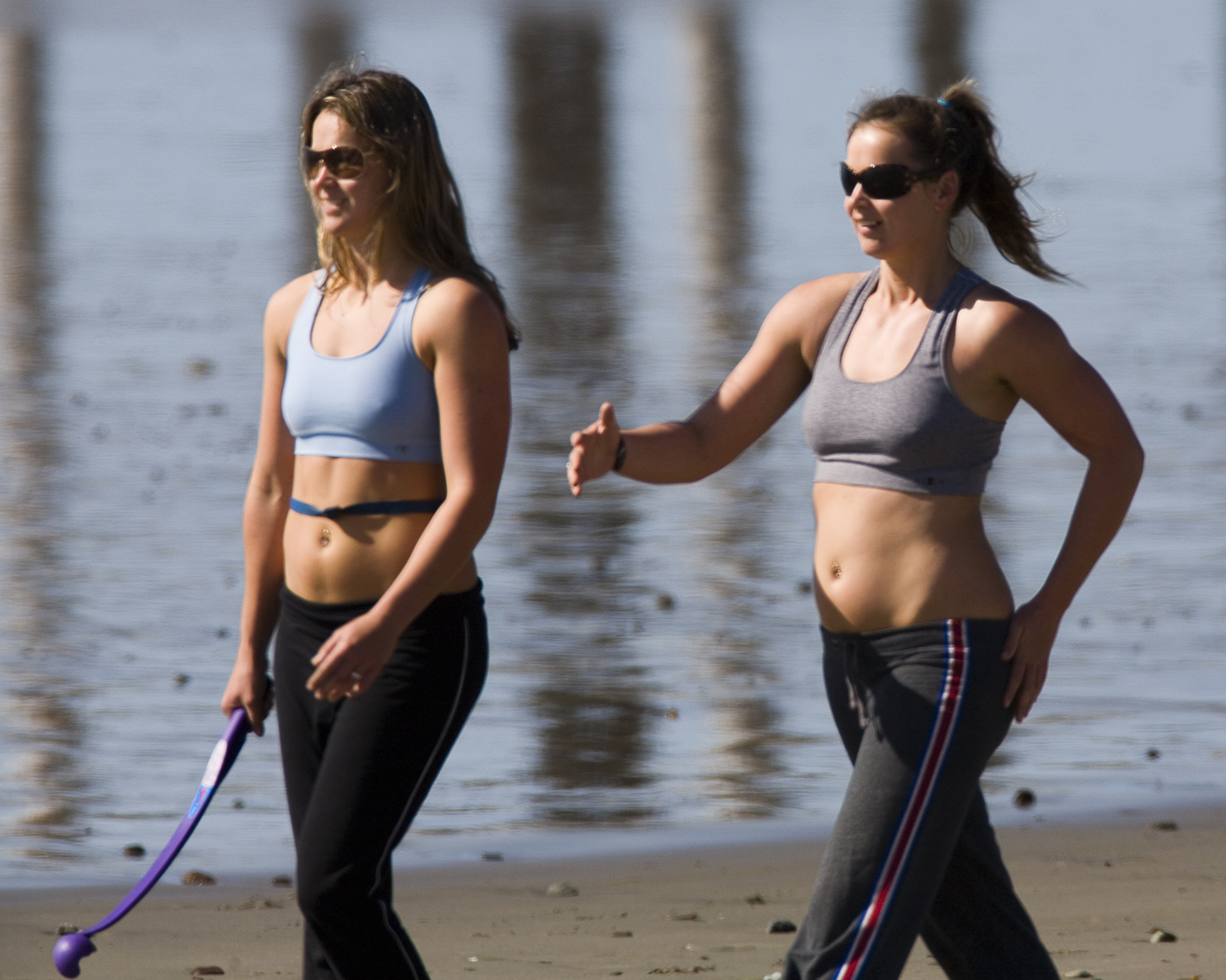
Dvě ženy se sportovními podprsenkami, Kalifornie

Sportovní podprsenka je podprsenka, která poskytuje dodatečnou podporu ženských prsou během fyzické zátěže. Je robustnější než běžné podprsenky, minimalizuje pohyb prsou, zmírňuje nepohodlí a snižuje případné poškození  vazů na hrudi. Mnoho žen nosí sportovní podprsenky, aby snížily bolest a fyzické nepohodlí, které je způsobeno pohybem během cvičení. Některé sportovní podprsenky jsou určeny k nošení jako svrchní oblečení během cvičení, jako je například jogging. Ženy s většími prsy by se dokonce měly vyhýbat některým sportům, kde by docházelo k nadměrným otřesům prsou. 

## Historie

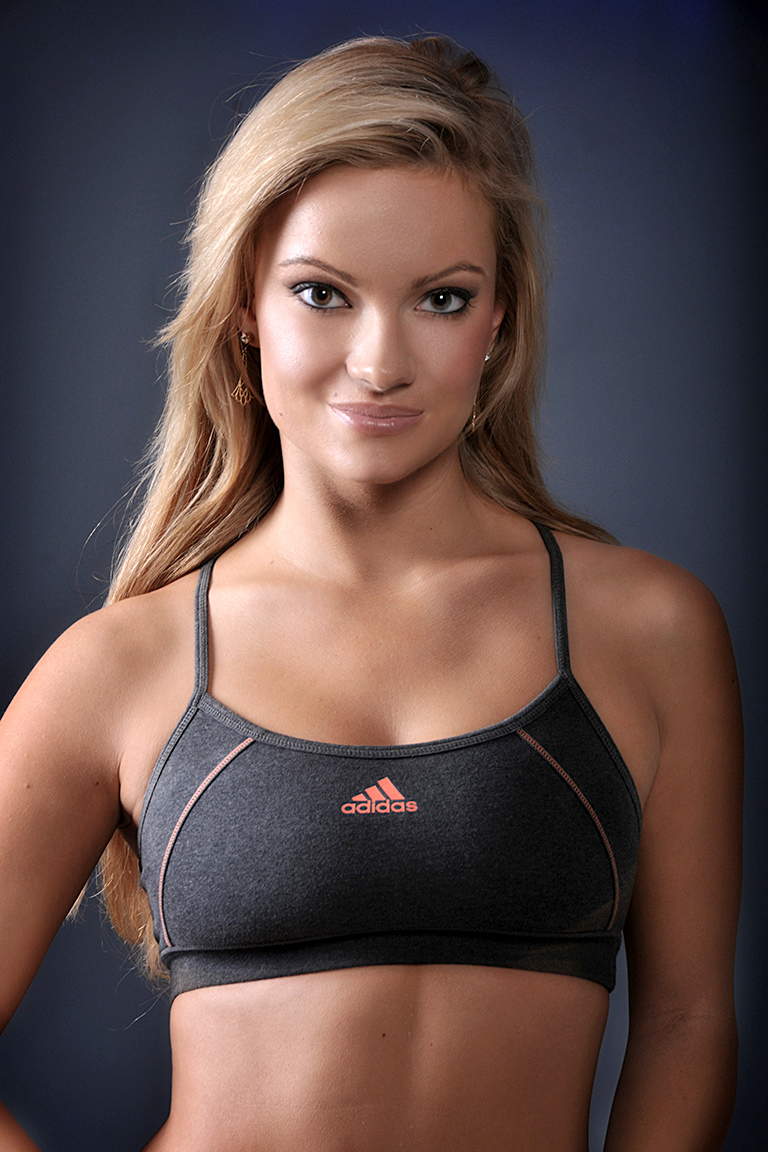
Sportovní podprsenka Adidas

První komerčně dostupná sportovní podprsenka byla "Free Swiming Tennis Bra" (volno-plavecká a tenisová podprsenka), kterou představila společnost Glamorise Foundations, Inc. v roce 1975. První sportovní podprsenka se původně nazývala "jockbra", byla vynalezena v roce 1977 Lisou Lindahl a divadelní kostýmní výtvarnicí Polly Smith s pomocí její asistentky, Hinda Miller Hindy Schreiber. Sestra Lisy  Victoria Woodrow, si stěžovala na špatné zkušenosti při cvičení v běžné podprsence, zejména na padání ramínek, odřená a bolavá prsa. Během průzkumu Lisy a Polly při hledání lepší alternativy, navrhl manžel Lisy, že to co potřebuje je suspenzor pro ženská prsa. V obchodě pro kostymérky divadla Royall Tyler na univerzitě Vermont, Lisa a Polly tedy sešily dva suspenzory dohromady a daly jim přezdívku "jockbra". Jeden z jejich původních Jogbras je bronzový a je vystaven v blízkosti divadelního obchůdku s kostýmy.
Dva další jsou umístěny u Smithsonian a další v Newyorském metropolitním muzeu umění.
V roce 1990 společnost Playtex získala Jogbra od Lisy a jejích partnerů. Potom následoval výzkum profesorky chirurgie na Univerzitě Lékařství a Stomatologie v New Jeersey, Christine Haycock, která měřila pohyb prsou u žen, které běžely na běžícím pásu. Vyhledávána výrobci podprsenek pro svou odbornost, prosazovala široký spodní pás pro extra podporu a pevná ramínka, která by minimalizovala pohyb prsou. Po nezdaru v oslovení velkých výrobců podprsenek začala spolupracovat s externím oděvním návrhářem Heidi Fiskem a založila společnost Enell Incorporated.
Po značném úsilí přesvědčila v roce 2001 Oprah Winfrey, aby vyzkoušela její podprsenku. To vedlo k velmi pozitivním recenzím v magazínu O: The Oprah Magazine a v roce 2001 se podprsenka objevila v show Show Oprah Winfrey, a to mělo za následek obrovský nárůst objednávek.

## Designové výzvy
Sportovní podprsenky mohou buď zapouzdřit nebo stlačit prsa. Podprsenky, které zapouzdřují prsa, mají tvarované košíčky, zatímco kompresní typ podprsenky omezuje pohyb stlačením prsou. Zapouzdřecí typ podprsenky je obecně účinnější při snižování nepohodlí, ale některé ženy dávají přednost kompresnímu stylu, které tak posílí jejich vnímání skromnosti.
Nejčastější sportovní podprsenka je v podstatě navržena jako nátělník s odříznutou dolní polovinou. Další styly používají gelové a vodní vycpávky, stříbrná vlákna a airbagy.
Bezešvá podprsenka byla vyrobena společností Wacoal, byla tvarovaná a kompresní.
Kompresní podprsenka je navržena tak, aby tlačila prsa k hrudi a tím snížila pohyb a odraz. Jiné podprsenky jsou pletené v kruhovém vzoru, který dává podprsence schopnost podpory a elasticity. Běžné styly podprsenek využívají elastických a absorpčních látek jako jen Lycra, která snižuje podráždění tím, že odvádí pot od kůže.
Sportovní podprsenky jsou také nošeny ženami po některých chirurgických zákrocích. V těchto případech se doporučuje kompresní, bezešvá podprsenka s předním zapínáním, která zaručuje pohodlí při léčení. Bylo zjištěno, že některé látky jako Lycra, pomáhají snížit otok a dokonce pomáhají při operacích prsou.
Sportovní podprsenky jsou také vyráběny pro muže s velkými prsy, které jim umožní větší pohodlí při sportovních aktivitách. Tento druh podprsenek bývá často nazýván jako hrudní pás či kompresní vesta.
Standardní dobře padnoucí podprsenky jsou konstruovány v podobě "čtvercového rámu", se všemi rozměry upravenými pro každou ženu v normální rovném postoji pažemi podél těla. Když žena vykonává sportovní aktivitu, která vyžaduje zvednout ruce nad ramena, rám je napjat, protože je ukotven hrudním pásem a tlačí přímo na trapézový sval na rameni. To může mít za následek bolesti krku a ramen, necitlivost a brnění v rukou a bolesti hlavy. Aby se předešlo takovému problému, ramínka podprsenky jsou většinou zkřížena na zádech nebo vedou za krkem.

## Úrovně kontroly
Různé fyzické aktivity vyžadují i různé úrovně kontroly prsou. Jóga, chůze a zahradničení vyžadují pouze "lehkou" kontrolu; jízda na kole, power walking a pěší turistika vyžadují "střední" kontrolu; tenis, fotbal a jogging vyžadují "pevnou" kontroly; a běh, intenzivní cvičení, box a jízda na koni vyžaduje "maximální" kontrolu.
Některé atletky bývají znepokojeny tím, že sportovní podprsenka může interferovat s dýcháním, ale i když se zvýší tlak na hrudní koš, je prokázáno, že to nijak významně neovlivňuje dýchání.

## Nepohodlí při cvičení

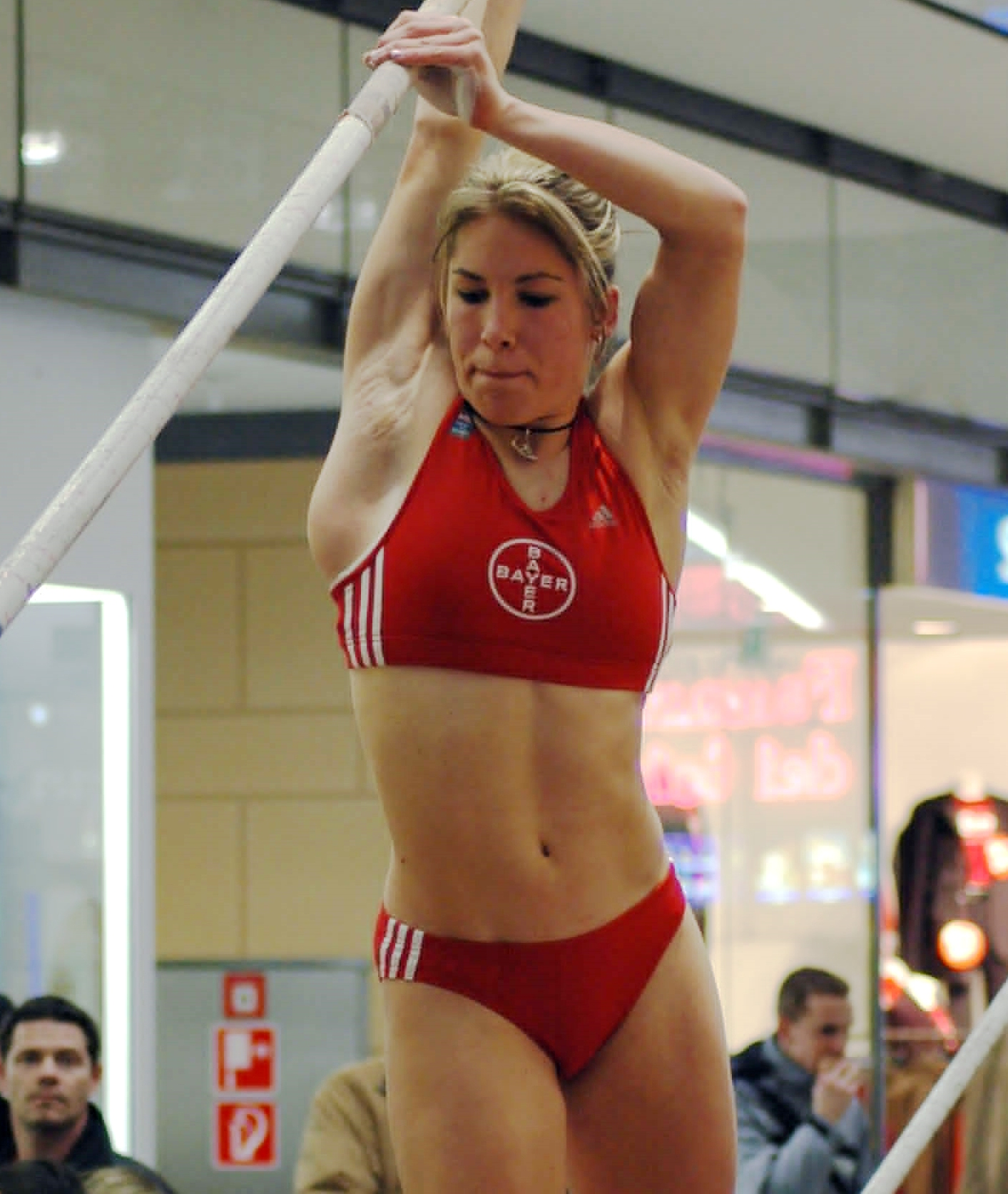
Německá skokanka o tyči Floé Kühnert nosí sportovní podprsenku

Asi 50 procent žen uvádí bolest nebo nepohodlí v prsou při cvičení. To se značně liší v intenzitě a může záviset na tom, co mají na sobě. V Australské studii 3 ženy (17-21, velikost košíčků B a C) byly fotografovány při cvičení bez podprsenky a poté s dvěma druhy podprsenek a po čtvrté měly specifickou sportovní podprsenku. Jak se dalo očekávat, pohyb prsou byl snížen díky podprsence a největší efekt byl se sportovní podprsenkou. Ženy oznámily, že s podprsenkou cítily lepší pohodlí a obzvlášť se sportovní podprsenkou. Nicméně, ne všechny sportovní podprsenky jsou vytvořeny stejně a žena by si měla vybrat podprsenku, která ji sedne perfektně.
Během roku 2007, vědkyně, Dr. Joanna Scurr z University of Portsmouth provedla studii sedmdesáti žen při běhu. Ty představovaly nejširší rozsah velikostí prsou, které kdy byly studovány, včetně žen s velikostí košíčků DD, E, F, FF, G, H, HH, J, JJ. Joanna zjistila, že se prsa během cvičení pohybují ve třech rovinách – svisle, vodorovně a příčně, v celkových 8 polohách. Nespoutaný pohyb velkých prsou může přispět k prohýbání v průběhu let. Studie odhalila, že když žena běží, více než 50 % z celkového pohybu je vertikální, 22 % ze strany na stranu a 27 % dovnitř a ven.
Studie z roku 2007 zjistila, že zapouzdřený typ sportovních podprsenek, ve které je každý košíček samostatně tvarován, je účinnější než kompresní typ podprsenek, které stlačují prsa k tělu a redukují tak pohyb prsou během cvičení. Dříve se věřilo, že ženám s menšími až středně velkými prsy vyhovují více kompresní typ podprsenky a ženy s většími prsy potřebují zapouzdřený typ podprsenky.
Práce Joanny Scurr kritizovala toto přesvědčení a ukázala, že to neplatí.
V roce 2010 Scurr, White a Hedger provedly studii o účinku podpory prsou při běhu. Hlavním cílem této studie bylo prozkoumat posun prsou do několika stran, rychlost a zrychlení s a bez podpory prsou během běhu a také stanovení korelace při pohodlí prsa. Byly použity košíčky velikosti 15 D a byly užity během cvičení. Studie byla provedena na běžícím pásu s třemi různými podmínkami (bez podprsenky, tričko s podprsenkou a sportovní podprsenka) a došly k závěru, že posun prsou a rychlost se snížila při zvýšení podpory prsou a žádný konkrétní směr pohybu prsou neukázal silnější vztah s bolestí prsou. Dále zjistili, že nepohodlí prsou většinou souviselo s rychlostí.
Pozdější studie v roce 2011, kterou prováděla Scurr, se dívala na podporované a nepodporované posunutí prsou s cílem kvantifikovat několika směrný pohyb prsou přes různé úrovně aktivit a různých podmínek podpory prsou.
Studie použila velikost košíčků 24 D a úroveň aktivity se pohybovala od chůze až po maximální běh na běžícím pásu. Maximální posun byl zaznamenán u pravého prsa, kdy prsa nebyla zpevněna při rychlosti 15 km/h, a ukázal celkový posun o 15,8 cm. Výsledky také ukázaly, že posun prsou byl snížen při zvýšení podpory až o 59 % v zapouzdřené podprsence oproti stavu bez podprsenky. Dále se ukázalo, že se výrazně zvýšilo posunutí prsou, když se rychlost běžeckého pásu zvýšila na 10 km/h. Studie dospěla k závěru, že při vyšší rychlosti aktivity, vertikální posun prsou byl nejvyšší, nicméně pohyb ze strany na stranu a dopředu, dozadu, představoval pouze polovinu celkového posunu prsou. To znamená, že by se střih sportovní podprsenky měl soustředit převážně na faktory vertikálního posunu, ale ne zcela ignorovat jiné roviny pohybu.
Studie také zjistila, že nebyl nalezen žádný důkaz, kdy by se požadavky na podporu prsou změnily v závislosti na zvýšení rychlosti běhu. Střih by měl brát v úvahu sportovní specifikaci sportovní podprsenky, a měl by počítat s jednotlivými variacemi posunu prsou v různých sportech .
Další výzkum na University of Portsmouth, provedený Debbie Risiusovou ukázal, že střih sportovní podprsenky by měl brát ohled i na věk, nejen na velikost. Její výzkum ukázal, že mladé ženy se potýkají při cvičení s pohybem nahoru a dolů, zatímco starší ženy (+45) mají větší zkušenost s pohybem prsou ze strany na stranu a dovnitř a ven. To naznačuje, že standardní sportovní podprsenka není vhodná pro všechny věkové kategorie žen. Proto by měl být střih přizpůsoben starším ženám podle specifického pohybu prsou, aby se při sportování a cvičení mohly cítit pohodlně.

## Galerie

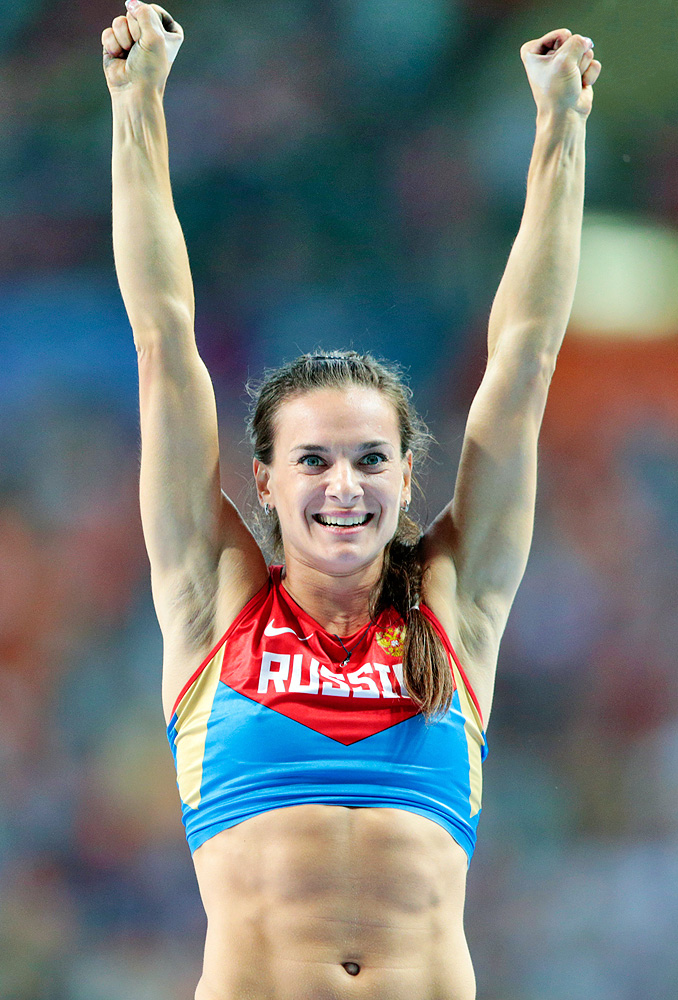
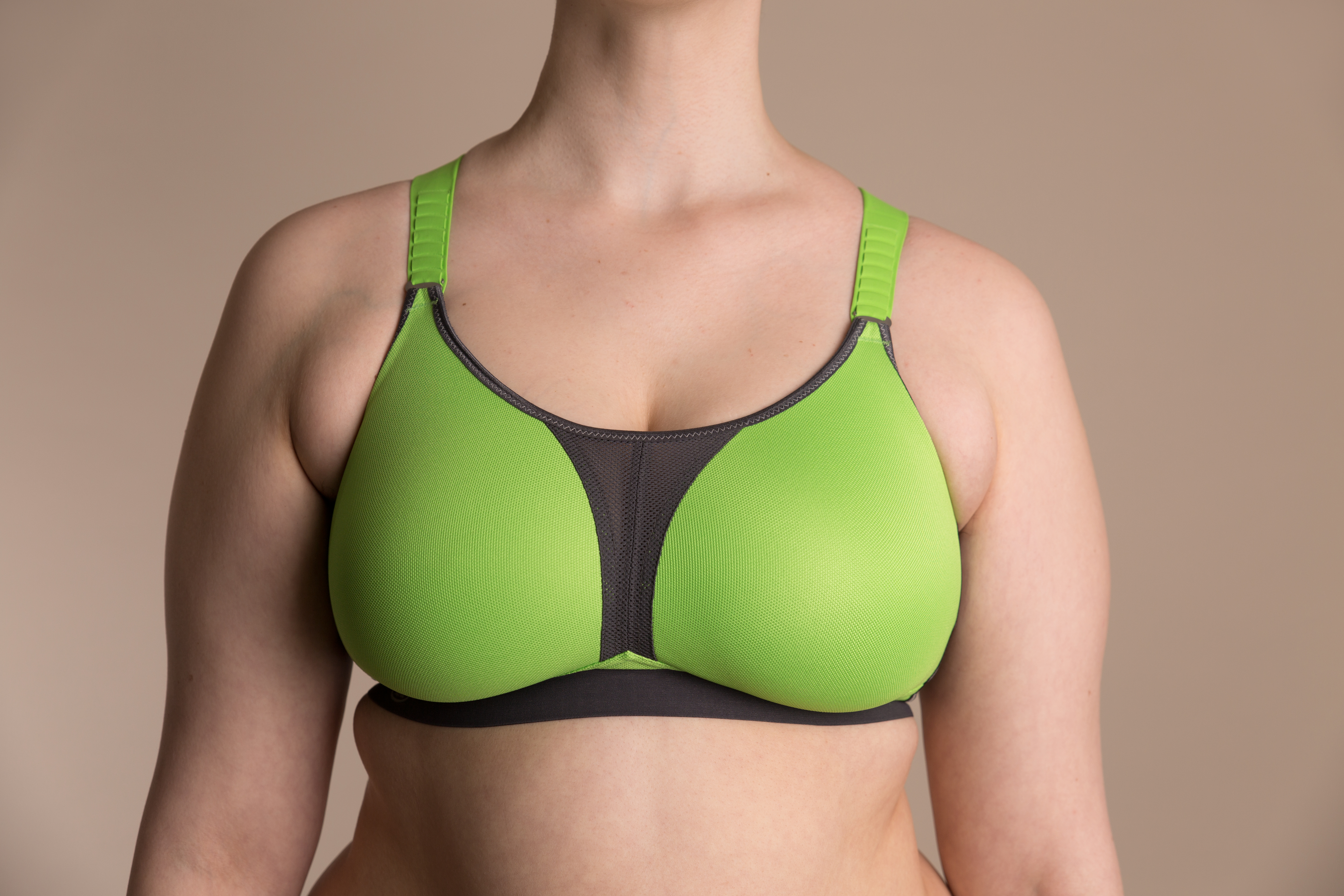
Sportovní podprsenka pro větší poprsí
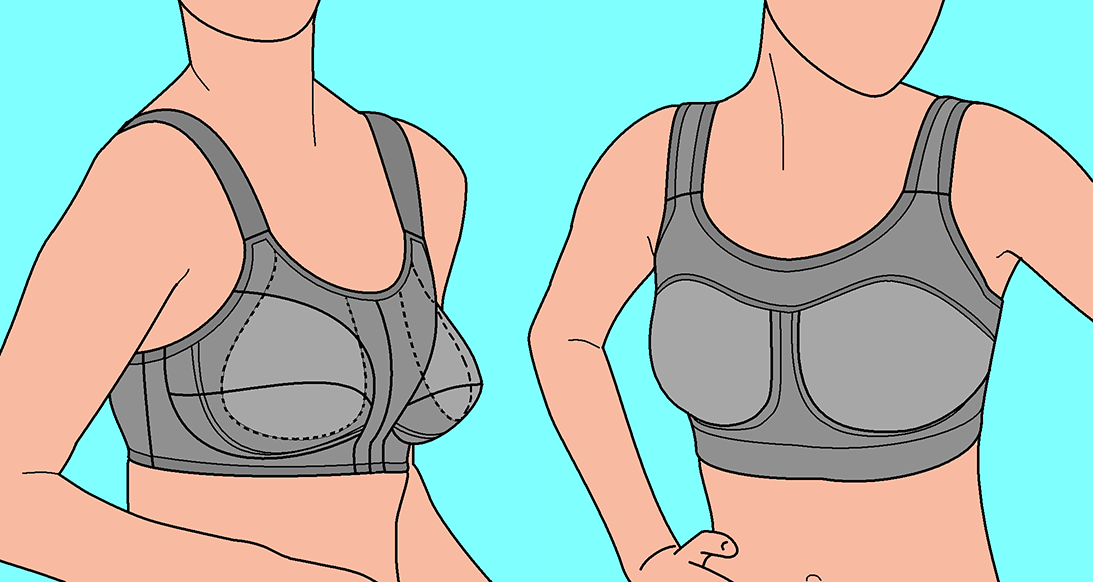
Typy sportovních podprsenek